# Municipio de Langdon (Kansas)
El municipio de Langdon (en inglés: Langdon Township) es un municipio ubicado en el condado de Reno en el estado estadounidense de Kansas. En el año 2010 tenía una población de 117 habitantes y una densidad poblacional de 1,24 personas por km².

## Geografía
El municipio de Langdon se encuentra ubicado en las coordenadas 37°51′59″N 98°18′39″O / 37.86639, -98.31083. Según la Oficina del Censo de los Estados Unidos, el municipio tiene una superficie total de 94.1 km², de la cual 94,02 km² corresponden a tierra firme y (0,09 %) 0,09 km² es agua.

## Demografía
Según el censo de 2010, había 117 personas residiendo en el municipio de Langdon. La densidad de población era de 1,24 hab./km². De los 117 habitantes, el municipio de Langdon estaba compuesto por el 98,29 % blancos, el 1,71 % eran amerindios. Del total de la población el 2,56 % eran hispanos o latinos de cualquier raza.